# 杜宣
杜宣（1914年—2004年8月23日），原名桂苍凌，男，江西九江人，中国剧作家、散文家，上海市作家协会原副主席，上海市文学艺术界联合会原党组副书记、副主席。
早年入读吴淞中国公学，1933年与同学蒋宛茹一起赴日留学，加入东京左联，改名杜宣，因与蒋感情不和离异。1937年回国，经中共东京支部书记的林基路介绍欲赴延安，在武汉被故交陈同生邀请参加了新四军战地服务团，从事宣传工作，1939年被作组织调动前往桂林，活跃于桂林左翼戏剧界，担任由田汉、洪深主编的《戏剧春秋》杂志编辑。1943年作为塔斯社驻中国总社副社长罗米里诺斯基的翻译抵达重庆。不久根据周恩来的安排前往昆明，创办《群报》并担任总编，在昆明与赵丹前妻演员叶露茜结婚。同年，陪同两名中印缅美军司令史迪威将军的情报人员顺东海沿线秘密考察，冲破了日军层层封锁线，抵达浙西天目山新四军苏浙军区粟裕部。1945年日本投降后，抵香港，创办大千印刷出版社。1949年上海解放前夕，奉李克农指示，在北京参加南下工作团，赴上海从事接收工作。1949年10月，参与侦破上海间谍案——魏克特（Victor Batuhtin）案件。1955年，以中央军委联络部上海联络局一处副处长职务，因受潘汉年案牵连，降级后转业回到文化界，历任上海市文联副主席、作协副主席、剧协主席。